# Turdei
Turdei (en rus: Турдей) és un poble de l'óblast de Tula, a Rússia, segons el cens del 2010 tenia 433 habitants.